# Урочище Пекло
Уро́чище «Пе́кло» — заповідне урочище (лісове) місцевого значення в Україні. Розташоване у Здолбунівському районі Рівненської області, на південь від села Буща. 
Площа 54 га. Статус надано згідно з рішенням Рівненської облради від 27.05.2005 року, № 584. Підпорядковане ДП «Острозький лісгосп» (Мостівське л-во, кв. 74, 76). 
Створено з метою збереження мальовничого природного комплексу з наявністю видів рослин, занесених до Червоної книги України. 

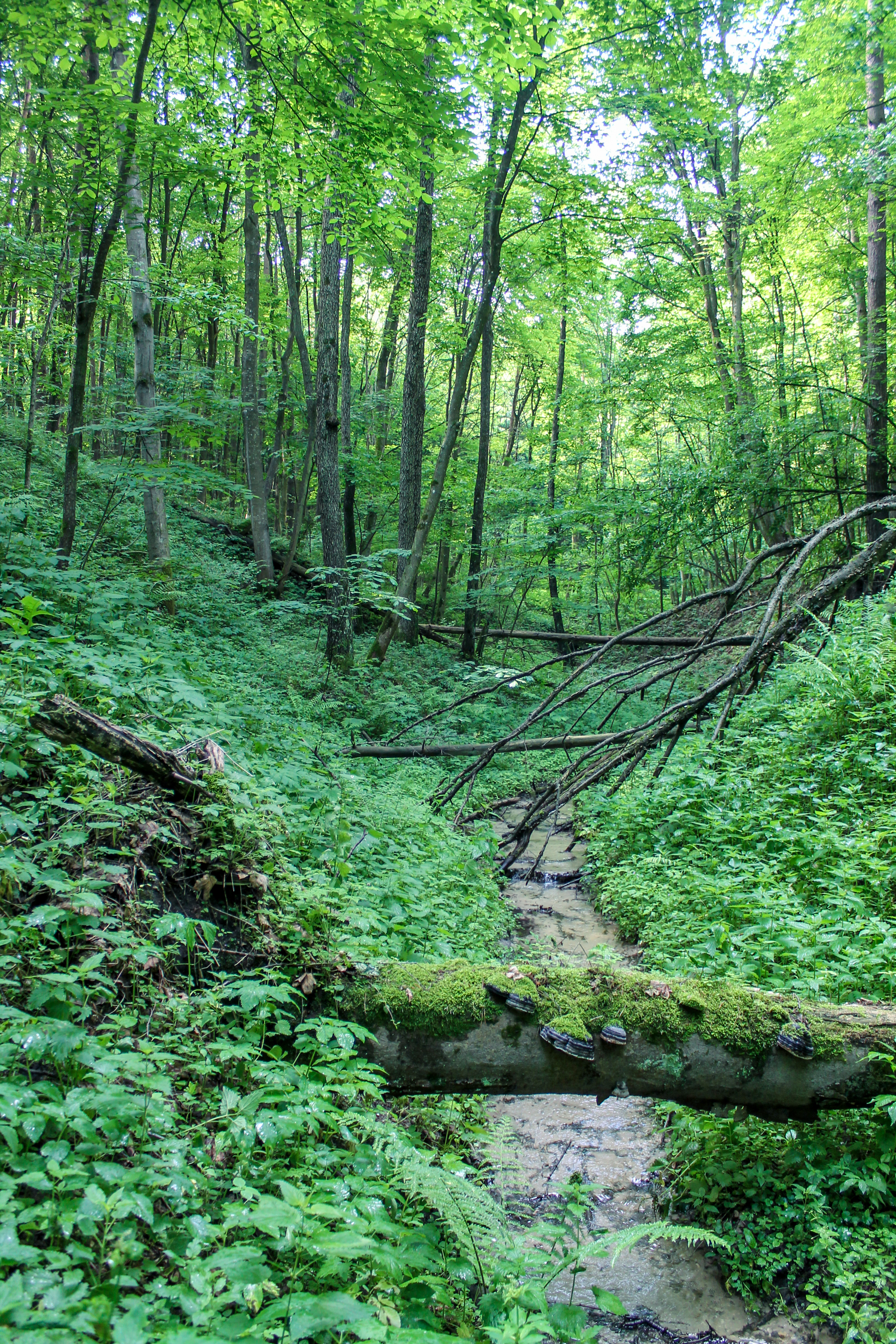
Струмок